# Абавана, Лоуренс Росарио
Лоуренс Росарио Абавана (англ. Lawrence Rosario Abavana; 1920, Навронго, Золотой Берег — 29 мая 2004, там же) — ганский политик, государственный деятель, депутат Парламента Ганы (1965–1966), министр в правительстве Кваме Нкрумы, член государственного совета Ганы.

## Биография
Учился в Римско-католической школе в Навронго. Продолжил обучение в педагогическом колледже, где получил специальность учителя. Работал по профессии. Вступил в Народную партию конвента.
По спискам НПК в 1951 году был избран членом законодательного собрания. В том же году был назначен секретарём министра связи и работ Ганы, а затем секретарём министра сельского хозяйства. В 1954 году был переизбран депутатом, победив Дж. Э. Сейире. 
В 1956 году был назначен министром без портфеля. Через год занял пост министра сельского хозяйства (в качестве которого возглавлял делегацию Ганы на конференции производителей какао). В июле 1960 года назначен министром здравоохранения, в мае 1961 — министром торговли, после чего в мае того же года вернулся на пост сельскохозяйственного министра. С сентября 1962 по октябрь 1963 года работал министром информации и радиовещания, после чего до января 1964 года — вновь министром здравоохранения.
С мая 1964 по февраль 1966 года был министром внутренних дел Ганы. В феврале 1965 года — одновременно работал министром шахт и минеральных ресурсов.
После свержения президента К. Нкрумы в ходе военного переворота 1966 года лишился всех своих постов. При Третьей республике во главе с Хиллой Лиманном в 1979—1981 годах был членом Государственного совета, пока президента не сверг очередной переворот, организованный Джерри Ролингсом. 
Абавана был римо-католиком и возглавлял Ассоциацию рабочих-католиков на пенсии с 1992 года и до своей смерти.